# ラスガス
ラスガス（RasGas）は、カタールのドーハに本社を置いていたカタールガスに次いで世界で2番目の規模を持つ液化天然ガス（LNG）供給会社。2017年12月31日をもってカタールガスに吸収合併した。